# Anna Konkina
Anna Fiodorovna Konkina (en ruso: Анна Фёдоровна Конкина) (Kirillovka, Penza, Rusia, Unión Soviética; 14 de julio de 1947) es una exciclista rusa que compitió por la Unión Soviética. Ganó dos medallas de oro en los Campeonatos Mundiales de Ciclismo en Ruta.

## Biografía
Desarrolló su carrera en el Dynamo de Leningrado. Fue campeona de la Unión Soviética en pista, en la modalidad de persecución (3 km), en 1968, 1970 y 1971. En el Campeonato Mundial de Ciclismo en Ruta consiguió cuatro medallas, dos de las cuales de oro, en 1970 y 1971, en la prueba de fondo en carretera.
A partir de 1973 empezó a ejercer la docencia en la Universidad Estatal de Ingenieros de Caminos de San Petersburgo.

## Medallero internacional
| Campeonato Mundial | Campeonato Mundial | Campeonato Mundial | Campeonato Mundial |
| Año                | Lugar              | Medalla            | Competición        |
| ------------------ | ------------------ | ------------------ | ------------------ |
| 1967               | Heerlen            | Medalla de bronce  | Ruta élite         |
| 1970               | Leicester          | Medalla de oro     | Ruta élite         |
| 1971               | Mendrisio          | Medalla de oro     | Ruta élite         |
| 1972               | Gap                | Medalla de bronce  | Ruta élite         |

## Premios y reconocimientos
- Maestro Honorario del Deporte de la URSS